# Markus Foser
Markus Foser, né le 31 janvier 1968 à Balzers, est un ancien skieur alpin liechtensteinois.

## Palmarès

### Jeux olympiques
| Épreuve / Édition | Albertville 1992 | Lillehammer 1994 |
| Descente          | DNF              | 39e              |
| Combiné           | 29e              |                  |

### Championnats du monde
| Épreuve / Édition | Morioka Shizukuishi 1993 | Sierra Nevada 1996 |
| Descente          | 36e                      | 26e                |
| Super G           |                          | DNF                |

### Coupe du monde
- Meilleur résultat au classement général : 42e en 1994
- 1 victoire (1 en Descente).

#### Détails des victoires
| Épreuve / Édition | Descente    |
| 1994              | Val Gardena |